# Escoltisme
L'escoltisme és un moviment d'abast mundial que treballa pel desenvolupament integral dels joves a través de l'educació en el lleure, fundat l'any 1907 a Anglaterra per Robert Baden-Powell, general de l'exèrcit britànic, que posteriorment es va estendre a un gran nombre de països.
Actualment l'escoltisme es defineix com un moviment educatiu per a gent jove, autogovernat, independent i no partidista, de base voluntària, obert a tothom sense distinció d'origen, nacionalitat, poble o creença, d'acord amb una finalitat i uns principis compartits i un mètode propi, i institucionalment estructurat en diverses organitzacions internacionals: l'Organització Mundial del Moviment Escolta, l'Associació Mundial de Noies Guies i Noies Escoltes.

## Història

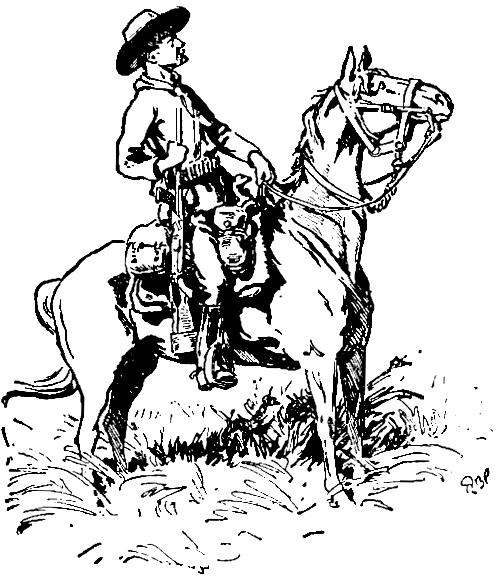
Frederick Russell Burnham a Escoltisme per a nois

Baden-Powell va tornar a l'Àfrica el 1896 per ajudar la Companyia Britànica de l'Àfrica del Sud, colons en estat de setge a Matabele durant la Segona guerra Matabele. Va ser una experiència formativa, no només perquè va comandar missions de reconeixement en territori enemic a Matobo Hills, sinó perquè va ser la font d'inspiració de moltes de les seves idees escoltes que va tenir més tard. Va ser durant aquesta campanya que va conèixer i va entaular amistat amb l'explorador nord-americà Frederick Russell Burnham, qui va introduir Baden-Powell a les històries de l'Amèrica del vell oest i a l'artesania de la fusta. És aquí on va portar per primer cop el seu distintiu, el barret i el mocador pel coll.

### Orígens i trajectòria[4]
Té els seus orígens a l'Anglaterra colonial de principis de segle. Robert Baden-Powell (B.P.), que havia arribat al grau de coronel, el 1899 estava destinat a l'Àfrica del Sud i va ser enviat a Mafeking, una ciutat clau. Esclatada la guerra dels bòers, en va tenir a càrrec seu la defensa (anomenat «setge de Mafeking»), fet que li comporta gran popularitat a Anglaterra. En aquell setge s'havia donat responsabilitats a nois de 12 i 13 anys en tasques auxiliars (missatgers, etc.); i B.P. reflexiona sobre la possible creació de joves exploradors per la pau que no tan sols actuessin en temps de guerra.
Aquesta experiència, juntament amb la preocupació per la dificultat de la joventut del seu país per adaptar-se a la vida a l'aire lliure i en condicions desfavorables, fou recollida a Aids to Scouting (Ajudes a l'exploració), que Baden-Powell escrigué el 1899 principalment per als adults militars, i que aterra a Anglaterra en plena popularitat del setge. L'any 1901, en arribar Baden- Powell a Londres, s'adona que el seu llibre també havia tingut un gran acolliment en els cercles de l'ensenyament i que, a més, havia despertat l'interès d'un gran nombre de nois i noies d'ambdós sexes, que li escrivien per fer-li consultes sobre l'obra.
Robert Baden-Powell, després de diverses recomanacions, es planteja d'escriure un llibre adreçat directament als nois; ho comença a fer i, com a culminació, el 1907 organitza a l'illa de Brownsea un campament que li serviria de prova, amb una vintena de nois de diferents ambients i classes socials. El resultat final fou la publicació l'any següent de Scouting for boys Escoltisme per a nois. Al llibre, editat en forma de fascicles, hi explicava petites històries i donava consells per a aventurar-se en l'scouting, és a dir, en l'exploració en el medi natural, d'acord amb unes normes de comportament similars a les dels cavallers medievals, sobre els quals deia: La gran novetat d'aquesta obra era presentar el desenvolupament de les activitats en el medi natural, sobretot en una societat com l'anglesa, amb un alt grau d'industrialització. Molt probablement no hauria de ser casualitat que aquest nou moviment sorgís a Anglaterra, on cinquanta anys abans, el 1857, s'havia creat l'excursionista Alpine Club de Londres, el primer centre d'aquestes característiques.
El llibre de B.P. esdevingué la base de l'escoltisme, l'inici del moviment escolta, i molts grups el començaren a tenir com a referència. A partir d'aquí, es va organitzar l'associació Scout anglesa, la primera del món. Aleshores s'adona que els nois tenen ganes d'aprendre les coses que ell anomenava escoltisme. Traduït a totes les llengües, fou editat en català amb el títol Escoltisme per a nois (Gustavo Gili, Barcelona 1968).
El 1910, a Anglaterra ja hi havia 109.000 boy scouts, i l'escoltisme s'havia estès per diversos països, sobretot dins l'àrea d'influència britànica. El mateix any, i a instàncies del rei Eduard VII, el tinent general Robert Baden-Powell abandona la carrera militar per dedicar-se plenament al moviment escolta. Baden-Powell, dins la formació dels adolescents, tenia com a objectiu directe inculcar als joves el servei a Déu i al propi país.
Al principi, l'escoltisme s'adreçava als nois de 12 a 14 anys, que eren els que s'anomenaven pròpiament scouts; més tard, però, es crea el moviment dels cub-wolfs (cadells de llop o llobatons).
A partir dels anys 70 del segle passat, l'impacte dels esdeveniments socials i polítics (maig francès) del 1968, moviments de protesta i contestació contra la guerra del Vietnam i la influència dels moviments contra la guerra del Vietnam amb l'adveniment del moviment hippy a Amèrica i del moviment llibertari, l'antimilitarisme, l'objecció de consciència, etc. obligaren a les associacions escoltes europees (França, Bèlgica, Alemanya, Catalunya...) a replantejar el mètode pedagògic (sistema de patrulles, progrés individual, franges d'edat, símbols, desmilitarització dels uniformes...) i introduir canvis basats en la psicopedagogia (franges d'edat: els "ràngers", de 12 a 14 anys; els "Pioners", de 14-16 anys; el TRUC, així com adoptar la pedagogia de grup, el progrés personal, el treball per projectes (empreses)...). Més tard, als anys vuitanta, la introducció de la coeducació serà determinant per a la unificació dels agrupaments de base que repercutiren en les estructures de les associacions nacionals que en un nombre important de països promogueren la fusió de les associacions d'Escoltisme de nois i de les del Guiatge de les noies.

## Orígens i trajectòria a Catalunya

### Els inicis[5]
Les primeres activitats relacionades amb l'escoltisme a Catalunya daten de 1912, quan Pere Roselló i Aixet i Ignasi Ribera i Rovira formen, respectivament, Exploradores Barceloneses i Jovestels de Catalunya. En activitats per a noies és pionera l'efímera Girls Guides. Tot i això, es considera que l'escoltisme és introduït a Catalunya per Josep Maria Batista i Roca, que organitza el primer campament el 1928 a l'ermita de la Salut del Papiol. Aquesta iniciativa es distingeix de les precedents per ser la primera de caràcter catalanista en arrelar (tot i que Jovestels era catalanista, no va acabar de tenir acceptació popular).
Aquest escoltisme arrela profundament i s'estén gràcies als grups de jovent dels centres excursionistes i d'entitats religioses. El 1927 es crearen els Minyons de Muntanya, que es constitueixen com a Consell General de la Germanor dels Minyons de Muntanya el gener de 1930. Durant la II República, el moviment continuà en auge, però, a conseqüència del cop d'estat del 18 de juliol de 1936, tingué dificultats i el 1937 prengué la decisió d'unificar-se amb el nom institució Catalana d'Escoltisme (Minyons de Muntanya-Boy Scouts de Catalunya).

### La represa de l'escoltisme durant el franquisme[7]
Després de la Guerra Civil, no es torna a recuperar la seva plenitud fins a la dècada de 1950 amb la represa on tingué un paper destacat, entre d'altres, mossèn Antoni Batlle i Mestre. Sorgiran noves entitats com la Delegació Diocesana d'Escoltisme, i l'Associació Catalana d'Escoltisme. Serà un període d'expansió malgrat els entrebancs de les autoritats franquistes.

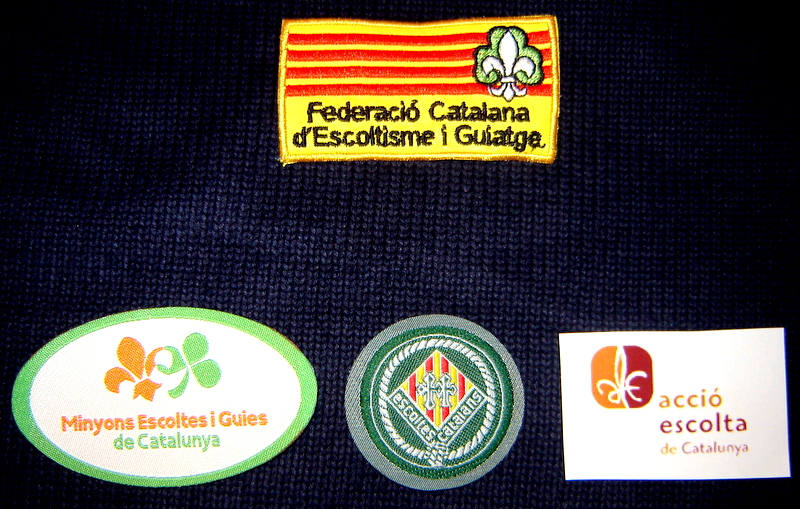
Reproducció fotogràfica d'insígnies d'uniforme de les associacions escoltes integrades a Federació Catalana d'Escoltisme i Guiatge

### Anys 70, la transició vers la democràcia a Catalunya[9]
En uns moviments i associacions dirigits per joves en un moment de forta efervescència social i política, els i les joves caps escoltes, molts d'ells universitaris fortament imbuïts pels endevinaments nacionals antifranquista i la influència ideològica que arribava d'Europa (maig del 68 francès, invasió soviètica de Txecoslovàquia, oposició guerra del Vietnam...) pressionaren per adaptar l'escoltisme a les necessitats del moment. Seran els anys de la renovació dels mètodes pedagògics i les estructures organitzatives que afectaren les diverses associacions. També els anys d'un compromís ferm amb les instàncies unitàries, l'Assemblea de Catalunya que maldaven per la recuperació de les llibertats nacionals i democràtiques durant la Transició. Els moviments i associacions es comprometeren a fons en la creació i desenvolupament de la Taula de Joves de Catalunya i les diverses Taules comarcals i municipals, així com en les diverses campanyes com la Marxa de la Llibertat, la majoria d'edat als 18 anys... En el camp purament escolta, els anys 70 són també els de la generalització de la coeducació i de la fusió d'entitats i associacions (creació d'Escoltes Catalans, fusió de Minyons Escoltes i Guies Sant Jordi de Catalunya) i també de la constitució de la Federació Catalana d'Escoltisme i Guiatge. Una descripció més detallada de l'evolució de l'escoltisme i del Guiatge (1912- 1980) es pot llegir a l'article Història de l'escoltisme català de la Viquipèdia en català.

## Orígens a les Balears
El 1954 Eladi Homs Zimmer, juntament amb la seva dona Maria Ferret, es va establir a Mallorca, on el 1956 iniciaren junts l'escoltisme a l'illa. Es creà la Secció Ramon Llull, acollida a una entitat anomenada Joventut Antoniana. La seva esposa, el 1958, creà el primer grup femení amb l'Agrupament Reina Constança. Després de més de 50 anys l'escoltisme a l'illa de Mallorca s'ha estès a molts dels pobles i es creà el 1993 la Fundació Maria Ferret en honor de la tasca feta per aquesta gran dona que dona peu als agrupaments de Mallorca.

## Centenari
L'any 2007 es commemorà el centenari del naixement de l'escoltisme. L'agost de 1907, Baden-Powell va dur a terme a Brownsea un campament escolta (camp d'estiu) per primera vegada. És per això que durant aquest any es dugueren a terme molts actes arreu del món per celebrar aquesta centúria de l'escoltisme i el guiatge.
En l'avinentesa del centenari de l'escoltisme, sota el títol “Escoltisme, autoformació i ciutadania activa. Un balanç de cara el futur”, l'Institut d'Estudis Catalans convocà un simposi per fer una anàlisi sobre l'evolució, l'actualitat i les perceptives de futur d'aquest ampli moviment educatiu. Tant a nivell intencional com de casa nostra. Es pretenia fer balanç del moviment escolta i de la cruïlla en que viu la joventut. Una reflexió que portés a reinterpretar la funció de socialització i de formació personal de l'escoltisme. Amb aquest objectiu van ser convocats responsables i caps de l'escoltisme internacional i de les Illes Balears, Catalunya i el País Valencià. Al costar d'especialistes i estudiosos universitaris i d'altres àmbits. Les aportacions d'Albert Balcells, José Ignacio Cruz, Carles Esteve, Marina Gay, Mateo Jover, Miquel March, Salomó Marquès, Daniela de Miniac, Jaume Trilla i Eduard Vallory, així com els debats, han estat recollides en una publicació.
Així mateix, i després de quasi 40 anys des de l'última edició, el desembre de l'any 2007, Eumo s.a, l'editorial de la Universitat de Vic, va publicar dins de la col·lecció "Textos Pedagògics" una nova edició del llibre del fundador Escoltisme per a nois:.. Una edició íntegrament en català i amb l'afegitó d'unes ressenyes biogràfiques de Baden-Powell i històriques de l'època i de l'escoltisme al llarg del segle XX i XXI molt detallades.

## Finalitat
La raó fonamental de l'existència d'un moviment se sintetitza en la seva finalitat. I la finalitat del moviment escolta és contribuir a l'autodesenvolupament dels nois i noies perquè assoleixin el màxim del seu potencial físic, intel·lectual, social i espiritual com a individus, com a ciutadans responsables i com a membres de les seves comunitats local, nacional i internacional.
Un element principal d'aquesta finalitat és el caràcter educatiu de l'escoltisme i la voluntat de la seva acció educativa d'abraçar de manera integral les diverses dimensions del ser humà: una finalitat educativa que és complementària i no substitutiva de la que es duu a terme des d'altres institucions socials. L'acció educativa de l'escoltisme és especialment rellevant en tot allò que requereix un aprenentatge per a l'acció i des de l'acció. Així, complementa la dificultat de l'escola de donar resposta a algunes de les competències bàsiques generals o metadisciplinàries -no lligades a una disciplina o matèria-, en especial aquelles relacionades amb l'autonomia i la iniciativa personal, i amb la interacció amb el món físic i social, que és el que l'escoltisme treballa més bé.

## Principis
L'acció educativa de l'escoltisme cap als nois i noies es basa en un sistema de valors que metodològicament s'expressa a través d'un codi de comportament (la Llei escolta) i de l'adhesió explícita i voluntària assumint-lo com a model de conducta (la Promesa escolta). Però per al moviment escolta en el seu conjunt, els valors s'expressen en tres principis, que fan referència a: 
- La dimensió social
- La dimensió espiritual
- La dimensió personal.

Aquests principis representen el model de societat i de manera de viure que tots els escoltes comparteixen. Històricament, la Llei i la Promesa Escoltes, formulades per Robert Baden-Powell, van esdevenir tant l'eina metodològica central del procés d'autoformació dels joves escoltes com també la manera de comprovar que totes les associacions escoltes del món comparteixen els mateixos valors. Les associacions han de formular la Llei i la Promesa en un llenguatge modern adaptat a la seva cultura i realitat social, una adaptació que ha de ser ratificada per l'organització
El primer principi, que aborda la dimensió espiritual, és formulat de la manera següent: Deure envers Déu: adhesió a uns principis espirituals, lleialtat a la religió que els expressa i acceptació dels deures que en resulten. Aquesta definició vol dir que la proposta educativa del moviment escolta vol ajudar els joves a transcendir el món material i a buscar els valors espirituals de la seva vida. (Malgrat la redacció de la formulació, aquesta recerca de la dimensió espiritual no té per què ser necessàriament una creença religiosa, com ho demostra l'existència des de l'inici d'associacions escoltes laiques en diversos països.
El segon principi, que aborda la dimensió social, es defineix com a deure envers els altres: lleialtat al propi país i alhora promoció de la pau, l'entesa i la cooperació locals, nacionals i internacionals; i participació en el desenvolupament de la societat, reconeixent i respectant la dignitat dels semblants i la integritat de la natura. Aquests dos eixos del deure envers els altres abracen tota la concepció de l'educació en la ciutadania de l'escoltisme.
Finalment, el tercer principi aborda la dimensió personal i es defineix com: deure envers un mateix: responsabilitat per al propi desenvolupament. Aquest principi és el que explicita la importància que l'escoltisme dona a l'individu: és cada persona qui ha d'assumir responsabilitats envers el desenvolupament ple de les seves pròpies capacitats.

## Mètode educatiu
El Mètode Escolta és una suma interdependent d'elements educatius que formen un tot integrat i unificat per assolir la finalitat del moviment. Cadascun dels elements del mètode té una funció educativa que complementa la incidència dels altres, i per això en dur-lo a terme s'han de donar tots els elements alhora.
El mètode escolta es defineix com un sistema d'autoeducació progressiva mitjançant
1. uns principis compartits i el compromís envers aquests principis (Llei i Promesa Escolta)
2. aprendre fent
3. el treball en equip
4. la interacció entre joves i adults (educands i educadors)
5. progrés personal
6. activitats a la natura
7. un marc simbòlic.

El mètode requereix que sigui apropiat al nivell de maduresa dels membres del grup. Això vol dir també que no serveix per a infants massa petits ni per a joves massa grans (majors de vint anys).

## Funcionament estructura (el poble o ciutat; el país, el món)
L'escoltisme és un moviment educatiu format per persones voluntàries que duen a terme la seva acció a través d'una xarxa global d'agrupaments escoltes pertanyents a associacions nacionals, les quals, al seu torn, s'organitzen a escala mundial. El moviment escolta té alhora una organització associativa i un funcionament en xarxa.
Els nivells principals de l'estructura organitzativa de l'escotisme són tres: l'agrupament (nivell local), l'associació (nivell nacional) i l'organització mundial (nivell global).
L'escoltisme, doncs, disposa d'òrgans de presa de decisions, en l'àmbit mundial, que estableixen els seus principis, les seves característiques i les seves línies d'actuació, amb participació directa de les associacions nacionals; és democràtic en tant que els processos de presa de decisions es basen en procediments democràtics, centrats en la deliberació i en la igualtat de vot, i actua a través d'associacions nacionals que són alhora els subjectes de drets dins l'organització mundial; i té en l'àmbit local, el seu nivell principal d'actuació, perquè és en l'agrupament escolta on es du a terme la tasca educativa. Actuar a escala local per assolir objectius globals és un tret essencial d'identificació del moviment escolta des de la seva creació.

## Extensió
Actualment, l'escoltisme és present a 216 països, amb més de 38 milions d'escoltes d'ambdós sexes. Com altres organitzacions internacionals, l'escoltisme disposa de diversos òrgans de reconeixement, representació i decisió; és a dir, una Oficina-Buró Mundial, Organització Mundial del Moviment Escolta, amb seu a Ginebra, Suïssa. L'Associació Mundial de Noies Guies i Noies Escoltes. I organitzacions regionals (Europa, Amèrica, Àsia...). A l'efecte de control de qualitat, només es reconeix una associació/federació escolta per estat (amb algunes excepcions). L'organització té un alt grau de complexitat i s'adapta a les realitats de cada país.

## Simbologia escolta
L'escoltisme s'ha caracteritzat des de la seva fundació, l'any 1907, pel valor educatiu de la simbologia, els ritus i el mític indestriables del seu mètode educatiu (exemples: fulard, camisa, ritus de pas, cerimònia de promesa, Llibre de la Selva...) que ha anat adaptant a les necessitats dels nens i nois en cada etapa històrica. Consegüentment ha desenvolupat també un llenguatge propi molt arrelat en el funcionament quotidià dels agrupaments i unitats escoltes (exemple: cau, fulard, Llei i Promesa, compromís, minyó escolta, llobatons, pioners, ràngers, raiers, akela, Mogli, kraal, totemització, sisenes, equips, patrulles, salutació escolta...) a vegades difícil de desxifrar per persones alienes al moviment.
N'expliquem alguns dels més cridaners:
- Els escoltes generalment duen uniforme, tot i que aquest pot ser complet o, de manera més minoritària en certes associacions que van decidir prescindir d'imatge i mística, només estar representant pel fulard o mocador de coll. L'uniforme típic és una camisa en la qual el color varia depenent de l'associació a la qual el noi o noia estigui afiliat, a vegades la branca a la qual pertanyi, uns pantalons curts amb butxaques amples, botes de muntanya i el fulard, que pot ser d'un color determinat depenent de l'agrupament escolta, o també pot presentar variacions depenent de la branca.[cal citació]
- La insígnia mundial és un cercle violat amb una flor de lis al centre (el pètal central marca el rumb de la vida escolta). La flor està envoltada d'una corda, que lliga els membres entre ells (com el mocador derivat) i a vegades s'acompanya de dues estrelles, que són els ulls oberts de l'escolta al cel i al món.

Els escoltes donen molta importància a com se saluden, ja que fan un gest característic i identificatiu del moviment. La salutació típica escolta es fa donant la mà esquerra mentre amb la dreta es mantenen els dits índex, cor i anular alçats, i el dit polze doblegat a sobre del dit petit. Els tres dits alçats signifiquen els tres pilars de l'escoltisme, que poden variar depenent de l'organització, però que bàsicament són la persona, el país i la transcendència. A tall de curiositat o llegenda, es diu que es dona la mà esquerra a causa del fet que és la més propera al cor, però també perquè és la que donaven els guerrers més valents, ja que havien de deixar l'escut per donar-la, tot quedant el seu flanc esquerre desprotegit.

## Associacions escoltes actuals dels Països Catalans

### Catalunya
- Federació Catalana d'Escoltisme i Guiatge
  - Minyons Escoltes i Guies de Catalunya
  - Escoltes Catalans
  - Acció Escolta de Catalunya
- Centre Marista d'Escoltes
- Guies i Scouts d'Europa a Catalunya

### País Valencià
- Federació d'Escoltisme Valencià
- Associació Guiatge Valencià
- Scouts Valencians

### Illes Balears
- Moviment Escolta i Guiatge de Mallorca
- Escoltes i Guies de Mallorca
- Escoltes de Menorca

### Andorra[calcitació]
- Agrupament Escolta Lauredià